# 오쿠리이누

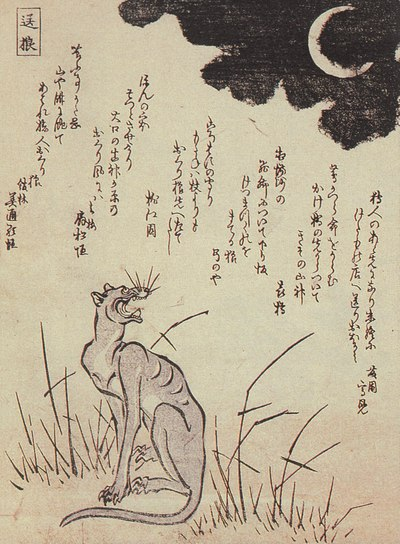
『광가백물어』 중 「오쿠리이누」

오쿠리이누(일본어: 送り犬)는 일본의 개 요괴의 일종이다. 동북지방에서 규슈에 이르기까지 각지에서 전승되는데, 지역에 따라 개 대신 늑대이거나 그 행동에 차이가 있다. 단순히 들개(일본어: 山犬 야마이누[*]), 늑대(일본어: 狼 오카미[*])라고도 한다.
한밤중에 산길을 걷다 보면 뒤에서 바짝 따라붙어 오는 개가 있다. 이것이 오쿠리이누다. 만약 어떤 이유로든지 넘어지면 금세 달려들어 사람을 물어 죽인다. 하지만 넘어져도 앉은 것인 척하거나, “힘들다” 따위 한숨 섞인 엄살을 부리며 넘어진 것이 아니라 휴식을 취하는 것인 척하면 덮쳐오지 않는다. 여기까지는 공통된 내용이지만, 개에게 반격해서 넘어뜨리자 난데없이 개떼가 나타나 덤벼든다는 등 지역에 따라 개의 행동에 차이가 있다.
무사히 산길을 빠져나간 후의 이야기가 있는 지역도 있다. 예컨대 무사히 산길을 빠져나간 뒤 “잘 가라”나 “배웅해주어 고맙다” 등 인사 한마디를 하면 그 뒤로 오쿠리이누를 만날 일이 없어진다는 이야기, 집에 돌아가면 곧바로 발을 씻어 무사히 귀로했음을 감사하고 오쿠리이누에게 무엇인가 하나 바치면 보내는 개가 돌아간다는 이야기 등이 있다.
쇼와 초기 문헌인 『치이사가타군 민담집』에는 이런 이야기가 있다. 나가노현 시오다정(현 우에다시)에 살던 한 여자가 산달이 가까워 남편 곁을 떠나 친정으로 가던 길에 산길에서 산기가 있어 그 자리에서 아이를 낳았다. 밤이 되자 오쿠리이누 몇 마리가 모여들었다. 여자는 두려워하며 “먹을 테면 먹어라”라고 했지만 오쿠리이누들은 달려들기는커녕 산중의 늑대들로부터 모자를 지켜 주었다. 얼마 뒤 보내는 개 한 마리가 남편을 잡아 왔다. 남편은 아내와 자식을 상봉하고 오쿠리이누에게 팥찰밥을 대접했다. 나가노현 미나미사쿠군 고우미정에서는 들개가 오쿠리이누와 맞이하는 개(迎え犬)가 있어서, 오쿠리이누는 시오다의 전승에서처럼 사람을 지켜 주지만 맞이하는 개는 사람을 공격한다고 한다.
관동지방에서 근기지방에 걸친 지역과 고치현에서는 오쿠리오카미(일본어: 送り狼)가 전승된다. 오쿠리이누와 같이 밤의 산길을 가는 사람 뒤를 따라오며, 두려움의 대상이 되는 요괴다. 넘어진 사람을 물어 죽이려 하는데, 바르게 대처하면 오히려 그 사람을 지켜준다고 한다. 『본조식감』에서는 오쿠리오카미에게 맞서지 않고 목숨을 구걸하면 산중의 짐승의 해악을 막아준다고 한다. 『화한삼재도회』의 "늑대" 항에는 밤길을 가는 사람 머리 위를 몇 번이나 건너뛰는데, 두려워하지 않고 괜히 덤비지 않으면 해는 없지만, 두려워하며 넘어진 인간은 잡아먹는다. 또 화승 냄새를 맡으면 도망간다 하여 산야를 떠나는 이는 항상 화승을 지니고 다녔다. 그 외에도 말을 걸거나 차분히 담배를 피우거나 하면 덮치지 않고 집까지 바래다 주며, 답례로 좋아하는 음식과 짚신 한 짝 등을 주면 만족해서 돌아간다고 한다.
이즈반도와 사이타마현 도다시에는 오쿠리이타치(일본어: 送り鼬) 전승이 있다. 마찬가지로 밤길을 가는 사람 뒤를 쫓아오는 요괴로, 짚신을 던져주면 그것을 물고 돌아갔다고 한다.
지금은 절멸하여 없어진 일본늑대는 인간을 살피며 따라가는 습성이 있었다고 한다. 요괴탐방가 무라카미 겐지는 오쿠리이누/오카미란 그냥 일본늑대 그 자체이며, 사람을 해하거나 지켜주는 요괴로서의 전승은 일본늑대의 행동과 습성을 인간 편할 대로 해석한 것에 불과하다는 가설을 제시했다.
겉으로 호의를 가장하면서 속으로는 해칠 마음을 품는 사람이나, 여자의 뒤를 쫓아다니며 기회를 노리는 남자를 일본에서 "오쿠리 오오카미"라고 하는데, 이 요괴전승이 그 유래다.